# Taylor Phinney
Taylor Carpenter-Phinney (* 27. června 1990 Boulder) je bývalý americký silniční a dráhový cyklista.
Je vysoký 197 cm. Původně se věnoval fotbalu, na cyklistiku se zaměřil až v patnácti letech, kdy začal závodit za Team Slipstream. V roce 2007 vyhrál Tour de l'Abitibi a časovku juniorů na mistrovství světa v silniční cyklistice. O rok později se stal juniorským mistrem světa ve stíhacím závodě jednotlivců na dráze. V sezóně 2008/09 vyhrál celkové pořadí seriálu UCI Track Cycling World Cup Classics ve stíhacím závodě. Na Letních olympijských hrách 2008 skončil mezi seniory ve stíhacím závodě na sedmém místě.
Na mistrovství světa v dráhové cyklistice kategorie elite v roce 2009 vyhrál stíhačku a byl druhý v závodě na kilometr s pevným startem. Na mistrovství USA získal v tomto roce tři tituly: stíhačka jednotlivců, stíhačka družstev a bodovací závod. Roku 2009 uzavřel profesionální smlouvu s týmem Trek–Livestrong. V letech 2009 a 2010 vyhrál závod Paříž–Roubaix v kategorii do 23 let. Na dráhařském světovém šampionátu v roce 2010 obhájil titul ve stíhačce a získal bronzovou medaili v omniu. Na mistrovství světa silničářů vyhrál v kategorii do 23 let časovku a byl třetí v závodě s hromadným startem. V roce 2010 také vyhrál etapový silniční závod Olympia's Tour v Nizozemsku.
Od roku 2011 jezdil za BMC Racing Team. Zúčastnil se Giro d'Italia 2012, kde vyhrál úvodní časovku a tři etapy jel v trikotu vedoucího jezdce, v celkovém pořadí Gira skončil na 155. místě. Na mistrovství světa v silniční cyklistice 2012 získal stříbro v časovce jednotlivců i v časovce družstev. Skončil třetí na Chrono des Nations a na LOH 2012 byl čtvrtý v časovce i v závodě s hromadným startem. V roce 2013 získal etapová vítězství na závodech Tour de Pologne a Tour of Qatar a v roce 2014 vyhrál Dubai Tour. V květnu tohoto roku utrpěl zlomeninu nohy, po které více než rok nemohl závodit. V roce 2015 vyhrál s BMC Racing Teamem mistrovství světa v časovce družstev a o rok později byl v tomto závodě druhý. Třikrát vyhrál americký šampionát v individuální časovce (2010, 2014 a 2016). Na olympiádě 2016 skončil v časovce jednotlivců na 22. místě. V letech 2017 a 2018 se zúčastnil Tour de France, dojel na 159. a 136. místě. V roce 2019 získal etapový vavřín na Tour Colombia. Na konci této sezóny oznámil ukončení závodní činnosti ze zdravotních důvodů.
Jeho rodiči jsou američtí reprezentanti v cyklistice Connie Carpenterová-Phinneyová a Davis Phinney, oba získali medaili na Letních olympijských hrách 1984 v Los Angeles. V roce 2024 se oženil s polskou cyklistkou Katarzynou Niewiadomou.